# DMS-59

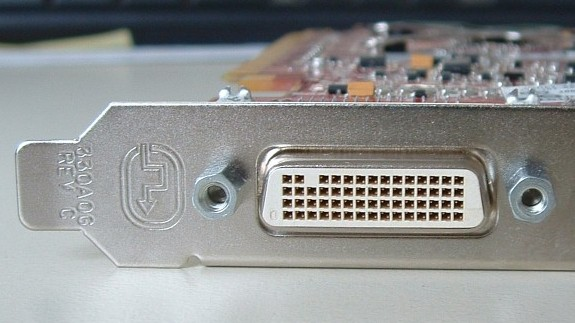
DMS-59 разъём.

DMS-59 разъём в деталях

DMS-59 (также известен как DMS59) — интерфейс широко применяется на профессиональных видеокартах.
Патентом на интерфейс обладает компания Molex, любой производитель видеокарт с таким разъёмом вынужден платить лицензионные отчисления. Внешне этот разъём очень напоминает DVI, но подключить к нему монитор без специального разветвителя не удастся. Этот 59-штырьковый разъём позволяет подключать к одному порту два монитора с разъёмами D-Sub или DVI через специальный разветвитель. Даже низкопрофильная видеокарта с двумя портами DMS59 может выводить изображение на четыре монитора одновременно. При наличии поддержки HDCP со стороны видеокарты, интерфейс DMS59 может легко передавать «защищённый» видеосигнал.